# Demian
Demian: Die Geschichte von Emil Sinclairs Jugend (en (català), Demian: Història de la joventut d'Emil Sinclair) és una novel·la que relata en primera persona el pas de la infantesa a la maduresa d'aquest personatge, de l'escriptor alemany Hermann Hesse. L'obra va ser publicada per primera vegada el 1919, en els temps que van seguir la Gran Guerra.
Emil Sinclair és un nen que ha viscut tota la seva vida en el que ell anomena el Scheinwelt (món de somni o món de la llum), però una mentida el porta a ampliar les seves visions del món i a conèixer un personatge enigmàtic de nom Max Demian, que el portarà pels camins de la interlocutòria-raonament destruint paradigmes materialistes que abans l'envoltaven.
La novel·la es refereix i utilitza conceptes del gnosticisme, particularment el demiürg (entitat que, sense ser creadora, és impulsora de l'univers imprimint moviment) Abraxas, mentre mostra la influència del sistema de psicoanàlisi de Carl Jung. Ingressat en una clínica de Sonnmatt, Hesse va ser psicoanalitzat per un deixeble de Jung.
En la seva primera edició, Hermann Hesse va utilitzar el pseudònim d'Emil Sinclair, nom del narrador i protagonista de la història, però Hesse va revelar després ser l'autor de la novel·la.

## Introducció a l'obra
El subtítol que acompanyà les primeres edicions de Demian va anar desapareixent en les successives reedicions i versions a altres llengües. El subtítol deia així: Història de la joventut d'Emil Sinclair. Va veure la llum el 1919, un cop acabada la primera gran conflagració mundial del segle xx. La novel·la, per tant, havia estat escrita durant els anys atroços d'aquesta guerra (va redactar-la en només tres setmanes), les conseqüències de la qual el van portar a una profunda crisi existencial, crisi que el portaria a fer un viratge, no sols en el seu esdevenir progressiu d'escriptor, sinó també en el recorregut del seu camí estrictament humà.
En Demian ressonen, encara que potser per a molts lectors no siguin perceptibles, vibrants reflexions de l'autor sobre la pròpia adolescència turmentada; d'aquest temps de recerques, dolors i patiments, Hesse va declarar haver-ne pres consciència amb l'escriptura d'aquesta novel·la, uns vint anys després de ser publicada.
És una obra que reflecteix l'esperit de l'època i els seus notables influxos culturals. Així, la novel·la ve marcada per influències com Nietzsche o la psicoanàlisi, i de manera especial, Jung. En el fons d'aquests aspectes espirituals, se sospiten els rigors d'una guerra inèdita, que Hesse, des de certa distància, va viure intensament, en els seus tons  apocalíptics.
En Demian es fa present per primera vegada el tema recurrent de la polaritat, que serà una constant de la seva obra, incloent-hi Siddhartha. Tampoc no s'ha d'ometre l'empremta de la formació religiosa de l'autor, cosa que es percep en les molt freqüents referències a la Bíblia. Tot això no era més que un reflex de l'educació fermament cristiana que Hesse havia rebut durant la seva infància. L'obra tracta la dialèctica entre el bé i el mal, l'inconscient, els instints i la cultura.

## Personatges
- Emil Sinclair: Emil o Emile és el protagonista de la història, un jove confús i aclaparat pels canvis de l'adolescència, que es debat entre dos mons antagònics que ell mateix defineix com el món de la llum i el món fosc. Sinclair, durant el començament de la història, viu al món de la llum, però a mesura que avança el relat, i coneix Max Demian, s'introdueix de ple en el món fosc, desencadenant els esdeveniments que s'expliquen al llarg de la novel·la tant en el seu interior com en el món exterior.
- Max Demian
- Beatrice: és una noia alta, prima i esvelta, que Émile troba al parc on solia passejar durant la tardor, Aquesta, representa un trencament en la història, ja que és la figura platònica que Sinclair utilitza per a redimir-se de la vida dissoluta en què es troba en aquest moment del relat, més exactament en el 4t capítol, anomenat justament Beatrice.
- Pistorius
- Frau Eva
- Knauer: és un company de classes d'Émile, que entra en el relat durant el 6è capítol, La lluita de Jacob. Aquest, és un jove d'aspecte feble, prim i petit, de cabell fi i vermellós, amb un comportament estrany i inquietant; Knauer és un noi una mica pertorbat per la seva sexualitat, pel fet que, per "adquirir" el que ell anomena la màgia blanca, desitja mantenir-se cast (i per tant "pur") per a la resta de la seva vida, encara que això l'aclapari i fins i tot el trastorni.
- Alfons Beck: és un noi de divuit anys que va a la mateixa escola que el protagonista. Aquest personatge apareix en la història al començament del 4t capítol, Beatrice. Beck és un jove alegre i jovial, que sorprèn Emil durant la seva caminada pels voltants de la ciutat i el convida a prendre una beguda en una taverna, explicant-li anècdotes sobre la seva vida amorosa i sexual, i gairebé a partir d'aquest moment, serà quan Sinclair comenci a decaure com a persona, enfonsant-se en la vida de les festes i les borratxeres.
- Franz Kromer
- Abraxas
- Lina: és la minyona de la família del protagonista, Émile. Aquesta, si bé la seva participació en la història és gairebé nul·la, és el primer exemple que utilitza Sinclair per a explicar la seva definició sobre el món de la llum i el món fosc; a més, és qui troba Emil plorant després que Franz Kromer l'extorsiona, al 2n capítol: Caín.

## Novel·la de formació
Demian és, amb claredat, el que en la història de la literatura s'anomena un Bildungsroman, una novel·la de formació, i això perquè la seva comesa és la narrada evolució espiritual d'un adolescent recorrent i travessant els difícils anys del seu creixement. El col·legial Sinclair és entabanat pel mal company, Kromer, rodamón i fanfarró que actua com un home experimentat: escup a terra i es fa obeir. Sinclair, atret per Kromer, enganya els seus pares, roba i cau pel tobogan del pecat, però llavors, apareix Demian, un altre company de classe que s'expressa de manera diferent, una mirada entre freda i misteriosa, que sembla sortir d'un passat atemporal. Sinclair se sent atret cap a Demian, després d'una lliçó sobre Caín. Demian sosté que Caín pertany a una espècie més forta i que són els febles els que han creat una negra llegenda. Demian allibera Sinclair de la influència nefasta de Kromer, li diu: "Kromer està viciat, cal desfer-se'n", i des de llavors, alguna cosa ha passat misteriosament entre Sinclair i Demian; Kromer desapareix.
La novel·la aborda també qüestions que afecten la religió. El Déu dels cristians és considerat com poderosíssim, "però hi hauria d'haver un déu que comprengui dins de si el diable i davant el qual no hauria de tancar els ulls quan es fan les coses més naturals del món".
La novel·la està escrita en primera persona i el "jo"  narrador és el del protagonista, Emil Sinclair, que s'atura en els detalls del relat de la seva pròpia joventut. La qüestió de la polaritat, a la qual ja n'hem fet referència, es farà present des del començament. Així, Sinclair, tot i ser merament un nen, afirmarà haver viscut com en dos mons separats, amb oposades visions de la vida que esquinçaven la seva ànima. D'una banda, hi havia el món lluminós i clar del  bé, i de l'altra sentia viure la foscor i el mal. La seva anhelada pretensió era la de marxar de continu complint amb una vida exemplar, signada per les exemplars i transparents imatges dels seus pares, però no podia deixar de sentir la revolta interior dins seu, inclinacions que l'apartaven d'aquest cosmos empenyent-lo al que, potser exageradament, sentia com a "perdició". Aquesta atracció cap al tenebrós potser ha estat responsable del seu acostament, cap als deu anys, a un noi anomenat Kromer. Un jovenet, més o menys com ell en termes cronològics, malvat, prepotent i una mica "sàdic" que busca sotmetre sota la seva voluntat. Sinclair es veu obligat a haver de suportar repetits i atroços episodis de violència moral i atropellaments.
D'altra banda, Sinclair sent un amor platònic cap a la seva estimada Beatrice, que el "salva" dels seus instints. A la universitat, Sinclair coneix l'organista Pistorius, que parla com un epígon de Jung i li indica el paper de l'inconscient individual i col·lectiu. Així mateix, coneix la mare de Demian, Frau Eva, que li ensenya els seus retrats de jove. Sinclair creu veure en Eva la dona a qui hauria volgut estimar, "rostre estimat, home, mare, amant, amic".
De naturalesa tova i tímida, el protagonista dona a entendre que la seva ànima s'hauria corromput per sempre si no hagués arribat, aportat per la mà de la destinació, el més que intel·ligent, profund i enigmàtic Demian, un company d'escola, que, amb la seva força interior, la seva maduresa, la seva ferma postura que el fa semblar més gran, més madur, l'allibera immediatament del nefast influx de Kromer. El pervers i prepotent sotmetedor prendrà bon compte de la personalitat de ferro de Demian, i ja no molestarà Sinclair mai més. I és a partir d'aquest moment, en què segellada aquesta amistat amb l'amic juvenil però madur alhora, Sinclair inicia el camí del descobriment d'un costat nou i una mica misteriós de la vida, sobrecarregat de nous símbols, fascinant i terrible al mateix temps. A poc a poc, Emil s'anirà endinsant en l'ànima, en la vida, en la família (sobretot en la màgica figura de la mare, Eva, el seu ideal femení en visions i en la realitat).
Es declara la guerra, Sinclair és ferit i en la llitera del costat creu reconèixer Demian, que li diu: "Quan necessitis de mi, com en el cas de Kromer, no m'ho diguis, escolta't a tu mateix i notaràs que estic amb tu". Sinclair desperta i té al seu costat un desconegut.

## Repercussió de l'obra
Quan es va editar per primera vegada el 1919, Demian va commoure profundament lectors joves de tot el món, joves atordits i desolats, desorientats emocionalment i intel·lectualment després de la Primera Guerra Mundial. D'aquesta manera, el palpable èxit del llibre va ser enorme, fins al punt que l'escriptor Thomas Mann, coetani de Hesse, digué rotundament que es tractava d'una petita obra mestra. La novel·la es va fer immediatament mereixedora del Premi Fontane, reservat als escriptors principiants. L'equívoc havia sorgit perquè Hesse va editar Demian amb pseudònim, com a Emil Sinclair. Aclarit l'equívoc, Hesse va restituir el premi acordat. És factible fer notar que el nom del protagonista i del pseudònim van ser presos d'un amic del poeta alemany Friedrich Hölderlin, pel qual Hesse sentia devoció. El nom de l'amic de Hölderlin era Isaac von Sinclair.